# Ramón Valencio
Ramón Valencio, vollständiger Name Ramón Maximiliano Valencio Blanco (* 27. März 1985 in Montevideo) ist ein uruguayischer Fußballspieler.

## Karriere
Der nach Angaben seines Vereins 1,78 Meter große Stürmer begann seine Laufbahn in der Saison 2008/09 beim uruguayischen Club Sud América. In der Rückrunde (Clausura einschließlich der Aufstiegs-Play-Offs) sind dort acht Treffer bei sechs Startelfeinsätzen in der Segunda División für ihn verzeichnet. Zur folgenden Spielzeit schloss er sich den Rampla Juniors an, kehrte jedoch bereits zur Rückrunde am Jahreswechsel wieder zu seinem vorherigen Arbeitgeber zurück. Für Sud América traf er in dieser zweiten Phase seiner Vereinszugehörigkeit lediglich in der Begegnung des 4. Rückrundenspieltags gegen Rentistas.
In der Saison 2010/11 gehörte er dann dem Kader des maldonadischen Zweitligisten Atenas an. Dort trat er als erfolgreicher Torschütze in den Vordergrund und erzielte im Verlaufe des Spieljahres elf Treffer. Ende Juni 2011 bis Anfang August ist dann ein kurzzeitiges abermaliges Engagement bei den Rampla Juniors verzeichnet. Die Spielzeit 2011/12 bestritt er für den Zweitligisten Central Español. Dort erzielte er je nach Quellenlage 17 oder 18 Treffer, wurde damit Zweitligatorschützenkönig und stieg als Meister der Segunda División mit seinem Verein in die Primera División auf. Am 23. Juli 2012 wurde sein Wechsel zum Club Atlético Cerro bekannt gegeben. In der Apertura 2012 kam er dort achtmal in der Primera División zum Einsatz. Dreimal stand er dabei in der Startelf. Nachdem Ende 2012 zunächst ein Wechsel Valencios nach Argentinien zum Zweitligisten CA Patronato zur Debatte stand, absolvierte er die Rückrundenvorbereitung bei den Rampla Juniors und kam dort auch in einigen Freundschaftsspielen zum Einsatz. Sodann spielte er aber in der Clausura 2013 für den uruguayischen, im montevideanischen Barrio Nuevo París ansässigen Zweitligisten Villa Teresa und kam dort mindestens einmal zum Einsatz. In der Spielzeit 2013/14 lief er in 13 Zweitligapartien für Villa Teresa auf und schoss drei Tore. Für die Saison 2014/15 und darüber hinaus sind bislang (Stand: 7. August 2016) weder Einsätze noch eine Kaderzugehörigkeit verzeichnet.

## Erfolge
- Zweitligameister (Uruguay): 2011/12
- Torschützenkönig der Segunda División (Uruguay): 2011/12